# A.S. Chauhan
Adityasingh S. Chauhan ( 1955 -) es un botánico y profesor indio. Trabaja en el "Botanical Survey of India".

## Algunas publicaciones

### Libros
- n.p. Singh, a.s. Chauhan, m.s. Mondal. Flora of Manipur. Ed. Botanical Survey of India.
- a.s. Chauhan, k.p. Singh, d.k. Singh, p.k. Hajra. 1996. A contribution to the flora of Namdapha, Arunachal Pradesh. Ed. Botanical Survey of India. 422 pp.

- La abreviatura «A.S.Chauhan» se emplea para indicar a A.S. Chauhan como autoridad en la descripción y clasificación científica de los vegetales.[2]